# Fernando Barbosa dos Santos
Fernando Barbosa dos Santos, C.M. (Sertânia, 5 de março de 1967) é um prelado católico brasileiro, atual bispo de Palmares.

## Biografia
Dom Fernando fez seus votos na Congregação da Missão em 11 de fevereiro de 1995 e ordenado padre em 20 de janeiro de 1996. Seus estudos teológicos foram concluídos no Instituto Regional de Pastoral, em Belém do Pará. Na mesma cidade, foi diretor do seminário de Teologia São Vicente de Paulo.
Foi vigário paroquial na Paróquia Santo Antônio de Quixeramobim, Diocese de Quixadá (1996-1998), administrador paroquial da Paróquia São Pedro e São Paulo de Fortaleza (1999-2000). Foi o Superior Provincial da Província Lazarista de Fortaleza (2003-2006 e 2006-2009) e ecônomo da Província Lazarista de Fortaleza de 2009 a 2014.
Sua ordenação episcopal ocorreu na Catedral Metropolitana de Fortaleza no dia 28 de agosto de 2014, pelas mãos de Dom José Antonio Aparecido Tosi Marques, Arcebispo de Fortaleza, e teve como co-ordenantes Dom Vicente Joaquim Zico C.M., Arcebispo emérito de Belém (Pará) e Dom Sérgio Castrianni, Arcebispo de Manaus. Escolheu como lema episcopal: Servus Christi Missioni (Servo de Cristo Na Missão).
Em 27 de abril de 2019, foi co-ordenante principal na ordenação episcopal de Dom Evaldo Carvalho dos Santos, C.M. bispo da Diocese de Viana no Maranhão.
O Papa Francisco nomeou-o ordinário da Diocese de Palmares, vacante havia quase um ano, desde a morte de Dom Henrique Soares da Costa em 9 de junho de 2021. Tomou posse de sua nova diocese em 22 de agosto seguinte.